# 武汉市红十字会
武汉市红十字会是中国红十字会的地方分会，位于武汉市江岸区胜利街162号。
根据武汉市红十字会网站自述，其历史追溯至1911年成立的中国红十字会汉口分会。1915年，汉口各团队联合会会长王琴甫倡议按照国际红十字会宗旨组建汉口红十字会，共召集赞成者30余人，推选王琴甫负责筹备；1916年6月正式成立，派王琴甫前往上海的中国红十字会考察，由总会协助组织，并定名为“中国红十字会汉口分会”；1916年8月进行选举，刘子敬为会长，王琴甫为副会长。
1946年，武昌基督教青年会总干事王同创立武昌红十字会，初期会员700余人，收会费千余元，开办急救训练班、组织三轮车急救队。
中华人民共和国成立前夕，汉口市、武昌市并为武汉市，汉口、武昌红十字会合并为武汉市红十字会。至1984年，江岸区、江汉区、硚口区、汉阳区、武昌区、青山区6个市区均成立了分会。